# 남아시아 요리

남아시아

남아시아 요리(南Asia 料理)는 아시아 요리의 한 갈래로, 남아시아 지역의 요리들을 포함한다.

## 분류
남아시아 요리에 속하는 요리는 다음과 같다.
- 네팔 요리
- 몰디브 요리
- 미얀마 요리
- 발루치 요리
- 방글라데시 요리
- 부탄 요리
- 스리랑카 요리
- 아프가니스탄 요리
- 인도 요리
- 티베트 요리
- 파키스탄 요리
- 영국 요리
  - 차고스 제도 요리

## 같이 보기
- 동남아시아 요리
- 서아시아 요리(중동 요리)
- 중앙아시아 요리